# Seeds of Heaven
Seeds of Heaven — пятый студийный альбом немецкой евродиско-группы Blue System. Выпущен в апреле 1991 года на лейбле BMG.

## Чарты
| Чарт (1991)                   | Пик позиция |
| ----------------------------- | ----------- |
| Австрия (Ö3 Austria)          | 12          |
| Германия (Offizielle Top 100) | 11          |

| Чарт (1991)                        | Позиция |
| ---------------------------------- | ------- |
| German Albums (Offizielle Top 100) | 66      |

## Список композиций
Тексты и музыку всех композиций написал Дитер Болен.
| №                   | Название                                 | Длительность |
| ------------------- | ---------------------------------------- | ------------ |
| 1.                  | «La Serenata (Overture)»                 | 1:36         |
| 2.                  | «Lucifer»                                | 3:16         |
| 3.                  | «Testamente D'Amelia»                    | 5:35         |
| 4.                  | «Is She Really Going Out With Him?»      | 3:28         |
| 5.                  | «Read My Lips»                           | 4:05         |
| 6.                  | «Is It A Shame»                          | 3:38         |
| 7.                  | «Sad Girl In The Sunset»                 | 4:35         |
| 8.                  | «Lisa Said...»                           | 5:05         |
| 9.                  | «The Wind Cries (Who Killed Norma Jean)» | 3:58         |
| 10.                 | «Don't Tell Me...»                       | 3:55         |
| Общая длительность: | Общая длительность:                      | 37:16        |

## Участники записи
- Дитер Болен — вокал, аранжировки, продюсирование;
- Луис Родригез — сопродюсер;